# Mlečna maščoba
Mlečna maščoba zajema živalske maščobe, ki so prisotne v mleku in mlečnih izdelkih. Gre za sestavino mleka, ki zelo variira - njena vsebnost znaša 3,2-6,0 odstotka. Za takšno nihanje deleža mlečne maščobe je poleg pasme krav odgovorna tudi krma in zdravstveno stanje živine. Tudi sestava maščob je zelo različna.
Maščoba se v mleku nahaja v obliki majhnih kapljic, ki v premeru merijo 2,5-5 mikrometrov. V maščobnih kapljicah so raztoljeni tudi lipidotopni vitamini A, D, E in K.
Sestava mlečne maščobe
Mlečna maščoba sestoji predvsem iz trigliceridov, torej glicerola, zaestrenega s tremi molekulami maščobnih kislin. Mlečna maščoba vsebuje relativno visok delež kratkoverižnih maščobnih kislin (npr. maslena kislina) ter majhen delež večkrat nenasičenih maščobnih kislin (linolna, linoleinska kislina). 
Čim več nižjih maščobnih kislin mleko vsebuje, tem lažje ga naše telo prebavi. Maščobne kisline, ki vsebujejo 4-16 ogljikovih atomov, se sintetizirajo v kravjem telesu, medtem ko maščobne kisline s 16-18 maščobnih kislin izvirajo iz krme, s katero se žival prehranjuje.
| Maščobne kisline v mlečni maščobi | Maščobne kisline v mlečni maščobi | Maščobne kisline v mlečni maščobi | Maščobne kisline v mlečni maščobi | Maščobne kisline v mlečni maščobi | Maščobne kisline v mlečni maščobi |
| Maščobna kislina                  | Število atomov C                  | Nenasičenost                      | Povprečna vsebnost                | Najnižja vsebnost                 | Najvišja vsebnost                 |
| --------------------------------- | --------------------------------- | --------------------------------- | --------------------------------- | --------------------------------- | --------------------------------- |
| maslena kislina                   | 4                                 |                                   | 4,3%                              | 2,9%                              | 5,8%                              |
| heksanojska (kapronska) kislina   | 6                                 |                                   | 2,4%                              | 1,8%                              | 3,2%                              |
| kaprilna kislina                  | 8                                 |                                   | 1,3%                              | 1%                                | 1,8%                              |
| kaprinska kislina                 | 10                                |                                   | 2,8%                              | 2,1%                              | 3,8%                              |
| lavrinska kislina                 | 12                                |                                   | 3,1%                              | 2,4%                              | 4,1%                              |
| miristinska kislina               | 14                                |                                   | 11,3%                             | 9,5%                              | 13,1%                             |
| miristoleinska kislina            | 14                                | enkrat                            | 1,2%                              | 0,7%                              | 1,7%                              |
| pentadekanojska kislina           | 15                                |                                   | 1,3%                              |                                   |                                   |
| palmitinska kislina               | 16                                |                                   | 30,4%                             | 25,5%                             | 36,3%                             |
| palmitoleinska                    | 16                                | enkrat                            | 1,8%                              | 1,3%                              | 2,4%                              |
| margarinska kislina               | 17                                |                                   | 0,7%                              |                                   |                                   |
| stearinska kislina                | 18                                |                                   | 9,2%                              | 6,4%                              | 11,6%                             |
| oleinska kislina                  | 18                                | enkrat                            | 24,2%                             | 18,3%                             | 30%                               |
| elaidinska kislina                | 18                                | enkrat                            | 1,3%                              |                                   |                                   |
| linolna kislina                   | 18                                | dvakrat                           | 1,7%                              | 0,9%                              | 2,8%                              |
| linoleinska kislina               | 18                                | trikrat                           | 0,8%                              | 0,2%                              | 1,4%                              |